# Wet Leg
Wet Leg ist ein britisches Indie-Rock-Duo von der Isle of Wight.

## Bandgeschichte
Das Duo besteht aus den beiden Musikerinnen Rhian Teasdale (Gesang, Gitarre) und Hester Chambers (Gitarre, Backgroundgesang). Die beiden gründeten Wet Leg 2019. Sie verband zu diesem Zeitpunkt eine mehr als zehnjährige Freundschaft. Die beiden lernten sich auf dem Isle of Wight College kennen. Der Bandname entstand bei einem Spiel mit verschiedenen Emoji-Kombinationen, bei denen Wet Leg (💦🦵) haften blieb. In einem Interview etwas später dagegen behaupteten sie, es handele sich bei „Wet Leg“ um einen Slangausdruck, den Isle-of-Wight-Bewohner für Leute vom Festland benutzen.
Die Band wurde von Domino Records unter Vertrag genommen. Ihre Debüt-Single Chaise Longue erschien am 15. Juni 2021, gefolgt von Wet Dream am 28. September 2021. Beide Songs erreichten Platz 74 der britischen Musikcharts.
Am 30. Oktober 2021 waren sie bei Later with Jools Holland auf BBC2 zu sehen. Am 8. April 2022 erschien ihr selbstbetiteltes Debütalbum, das ein weltweiter Erfolg wurde und in ihrem Heimatland Platz 1 der Charts erreichte. Im November 2022 wurden Wet Leg durch die amerikanische Recording Academy für die Grammy Awards 2023 in der Kategorie Best New Artist nominiert. Weitere Nominierungen bekamen sie für die Kategorien Best Alternative Music Album und Best Alternative Music Performance, für das Best Engineered Album, Non-Classical sowie für den Soulwax-Remix von Too Late Now. Sie gewannen in den Kategorien Best Alternative Music Album und Best Alternative Music Performance.
2023 wurden Wet Leg in den Kategorien British Group und Best New Artist mit dem Brit Award ausgezeichnet.
2024 erhielten sie den Grammy in der Kategorie Beste Remix-Aufnahme für ihren Remix des Liedes Wagging Tongue von Depeche Mode.

## Diskografie

### Studioalben
| Jahr | Titel       | Höchstplatzierung, Gesamtwochen, AuszeichnungChartplatzierungen (Jahr, Titel, Platzierungen, Wochen, Auszeichnungen, Anmerkungen) | Höchstplatzierung, Gesamtwochen, AuszeichnungChartplatzierungen (Jahr, Titel, Platzierungen, Wochen, Auszeichnungen, Anmerkungen) | Höchstplatzierung, Gesamtwochen, AuszeichnungChartplatzierungen (Jahr, Titel, Platzierungen, Wochen, Auszeichnungen, Anmerkungen) | Höchstplatzierung, Gesamtwochen, AuszeichnungChartplatzierungen (Jahr, Titel, Platzierungen, Wochen, Auszeichnungen, Anmerkungen) | Höchstplatzierung, Gesamtwochen, AuszeichnungChartplatzierungen (Jahr, Titel, Platzierungen, Wochen, Auszeichnungen, Anmerkungen) | Anmerkungen                                             |
| Jahr | Titel       | DE | AT | CH | UK | US | Anmerkungen                                             |
| ---- | ----------- | --- | --- | --- | --- | --- | ------------------------------------------------------- |
| 2022 | Wet Leg     | DE8 (4 Wo.)DE | AT16 (1 Wo.)AT | CH11 (2 Wo.)CH | UK1 Gold · (28 Wo.)UK | US14 (2 Wo.)US | Erstveröffentlichung: 8. April 2022 Verkäufe: + 100.000 |
| 2025 | Moisturizer | DE10 (1 Wo.)DE | AT7 (2 Wo.)AT | CH10 (2 Wo.)CH | UK1 (… Wo.)UK | US45 (1 Wo.)US | Erstveröffentlichung: 11. Juli 2025                     |

### EPs
- 2022: Apple Music Home Session: Wet Leg (exklusiv auf Apple Music)

### Singles
| Jahr | Titel Album                   | Höchstplatzierung, Gesamtwochen, AuszeichnungChartsChartplatzierungen (Jahr, Titel, Album, Platzierungen, Wochen, Auszeichnungen, Anmerkungen) | Anmerkungen                              |
| Jahr | Titel Album                   | UK | Anmerkungen                              |
| ---- | ----------------------------- | --- | ---------------------------------------- |
| 2021 | Chaise Longue Wet Leg         | UK74 Silber · (4 Wo.)UK | Erstveröffentlichung: 15. Juni 2021      |
| 2021 | Wet Dream Wet Leg             | UK74 Gold · (12 Wo.)UK | Erstveröffentlichung: 28. September 2021 |
| 2025 | Catch These Fists Moisturizer | UK99 (1 Wo.)UK | Erstveröffentlichung: 1. April 2025      |

Weitere Singles
- 2021: Too Late Now
- 2021: Oh No
- 2022: Angelica
- 2022: Ur Mum
- 2025: CPR
- 2025: Davina McCall

## Auszeichnungen für Musikverkäufe
| Goldene Schallplatte - Kanada - 2025: für die Single Wet Dream |

Anmerkung: Auszeichnungen in Ländern aus den Charttabellen bzw. Chartboxen sind in ebendiesen zu finden.
| Land/RegionAuszeichnungen für Musikverkäufe (Land/Region, Auszeichnungen, Verkäufe, Quellen) | Silber  | Gold     | Platin | Verkäufe | Quellen         |
| -------------------------------------------------------------------------------------------- | ------- | -------- | ------ | -------- | --------------- |
| Kanada (MC)                                                                                  | —       | Gold1    | —      | 40.000   | musiccanada.com |
| Vereinigtes Königreich (BPI)                                                                 | Silber1 | 2× Gold2 | —      | 700.000  | bpi.co.uk       |
| Insgesamt                                                                                    | Silber1 | 3× Gold3 | —      |          |                 |